# Ommatoplea rosea
Ommatoplea rosea är en djurart som tillhör fylumet slemmaskar, och. Ommatoplea rosea ingår i släktet Ommatoplea, fylumet slemmaskar och riket djur. Inga underarter finns listade i Catalogue of Life.